# Виварий (монастырь)
Вива́рий (лат. Monasterium Vivariense, от лат. vivarium — «рыбный садок, пруд») — монастырь, существовавший в южной Италии (Бруттий) во второй половине VI века. Основан Кассиодором в родовом имении как научно-издательский центр по сохранению и переписыванию античного литературного наследия; прекратил существование вскоре после его смерти. Стал одним из первых монастырских скрипториев в Европе; судьба библиотечного собрания Вивария дискутируется. Дискуссионным также является вопрос об орденской принадлежности Вивария и отношении Кассиодора к составлению устава бенедиктинского монашеского ордена. Археологические исследования на месте Вивария проводились П. Курселем в 1936—1937 годах, их результаты не пересматривались.

## Основание обители
В середине 530-х годов, находясь на государственной службе, Кассиодор замыслил большой проект в области духовной культуры, о котором впоследствии в своих «Наставлениях» писал:

Я пытался вместе с блаженнейшим папой Агапитом, собрав и оплатив расходы учёных преподавателей, основать в Риме христианскую школу, подобную той, что долгое время существовала в Александрии, а теперь устроена в сирийском городе Насибии, в которой и душа могла бы устремиться к вечному спасению, и язык обрёл бы безукоризненное и благонравнейшее красноречие.
По-видимому, школу планировалось создать на базе папской библиотеки; следы здания, в которой она располагалась, до сих пор сохраняются в Риме на виа ди Санти-Джованни-э-Паоло. Смута в Остготском государстве, нарастание византийско-готских противоречий и скорая смерть папы Агапита в 536 году помешали осуществлению этих планов.
После отставки с государственной службы Кассиодор провёл около полутора десятилетий в Константинополе, но около 554 года вернулся в родовое гнездо, которое преобразовал в монастырь. Имение Виварий близ Скилация в Бруттии принадлежало семейству Кассиодора как минимум с V века; название объяснялось наличием на его территории садков с живой рыбой. Биограф Кассиодора — Дж. О’Доннелл — выдвигал осторожное предположение, что если Кассиодор ещё в 530-е годы задумывался о культурно-образовательных проектах и при этом не был женат и не имел наследников, то вполне мог основать монастырь в своём поместье ещё до отставки в 537 году и следить за его судьбой, находясь в Константинополе.
Вполне возможно, что бывший сенатор готовился к смерти и стремился к спасению своей души; вероятно, примером для Кассиодора была судьба его старшего современника — Либерия, который, успешно сделав карьеру при готах и далее — в Византии, достигнув 70 лет, удалился в своё поместье в Кампании, где также основал монастырь и дожил почти до 90-летнего возраста. Кассиодор провёл в основанном им монастыре около 30 лет своей жизни, отмеченных самыми серьёзными интеллектуальными достижениями. По словам Дж. О’Доннела, «никакой спешки, лихорадочной деятельности; скорее, медленный рост одержимости».

## Устройство общины
По определению П. Рише, «Виварий был важнейшим и самым амбициозным образовательным центром своего времени». Обоснованием этого служит, во-первых, тот факт, что учебные тексты, скомпилированные в Виварии, распространились по всей Европе, а «История в трёх частях» Кассиодора и латинский перевод Иосифа Флавия, выполненные в его обители, были популярны на протяжении всего Средневековья. Во-вторых, Кассиодор, основывая Виварий, руководствовался чёткой целью и, видимо, заранее составленной и отрефлексированной программой действий. В-третьих, его предприятие было всеобъемлющим, он хотел обеспечить все условия для формирования и развития полноценного христианского учёного.
С христианским монашеством и различными уставами Кассиодор хорошо ознакомился в годы своего пребывания в Италии и, видимо, во время пребывания в Константинополе. Однако устроенная им обитель существенно отличалась от современных ему монастырей, и в первую очередь — бенедиктинских. Хотя Бенедикт Нурсийский также считал, что первой обязанностью монахов должен быть не физический труд, а забота о своём умственном и духовном развитии, и монах должен совмещать физический труд и душеполезное чтение, только Кассиодор сделал главным в своей обители умственные упражнения. В связи с этим Дж. О’Доннелл сформулировал три вопроса, связанные с монашеским уставом Кассиодора:
1. имеются существенные совпадения между уставом св. Бенедикта и Кассиодора;
2. первоначальный текст устава Кассиодора не сохранился;
3. ни в одном из текстов, написанных Кассиодором, св. Бенедикт не упоминается ни разу, так же, как и нет ссылок на его устав.

Разные исследователи по-разному отвечали на эти вопросы, выдвигались полярно противоположные версии: либо Кассиодор был автором бенедиктинского устава, либо он сам полностью основывался на бенедиктинской модели. Несмотря на обширность литературы, ни одна из версий не подтверждается скудным фактическим материалом.
Судя по словам Кассиодора из «Наставлений», он рассчитывал на просвещение всей братии Вивария, считая особенно важным соединить обширность познаний с чистотой жизни. Однако он не строил иллюзий и не исключал, что для некоторых насельников монастыря овладение науками окажется непосильной задачей. Тем не менее, он настаивал, чтобы даже самые неспособные проявляли прилежание и ознакомились хотя бы с перечнем «свободных искусств». Главной задачей Кассиодор поставил воспитание в подопечных «любви к чтению и искреннего желания постичь истину» (Inst. I, 28). Сенатор не ограничивался лишь назидательными пожеланиями, распространёнными у его современников, а на практике стремился создать физический и духовный приют. Виварий должен был дать убежище страждущим и ищущим утешения; затем человека надо было накормить, для чего следовало «разводить сады, трудиться в полях, радоваться обилию плодов земных», «от трудов рук своих надо питаться не только обитателям Вивария, но и странникам, и больным, и беднякам, попадающим в обитель или живущим неподалёку», и «не следует пренебрегать ни единым случаем помочь человеку, где это возможно» (Inst. I, 28). Об организации жизни Вивария в своих «Наставлениях» Кассиодор писал:

И вот зовёт вас к себе местность, где расположен монастырь Вивариум, чтобы там было всё приготовлено для приёма странников и нуждающихся: есть там у вас по соседству и обильно орошённые сады, и струи богатой рыбою реки Пеллены; она не устрашает бурным течением, но и не слишком мелководна; она течёт, умеряемая искусством, так, как это требуется и для орошения ваших садов, и для работы мельниц; она даёт воду, когда это нужно, а когда потребность удовлетворена, она вновь отступает. Таким образом, она как бы по благочестию выполняет свою обязанность, не обременяя нас навязчивостью, но и не уклоняясь от своего дела, когда нам это потребно.

Море тоже находится от вас так близко, что можно даже ловить рыбу разными способами; а пойманных рыб, если захочется, можно пустить в виварии: ибо я, с Божьей помощью, устроил там водохранилища, где под надёжными запорами живёт множество рыб; хранилища эти настолько похожи на прибрежные пещеры, что ни одна рыба не чувствует себя в неволе: она может добывать себе пищу и скрываться в привычных убежищах. Я велел также устроить купальни, полезные для телесных болезней; туда спокойно втекает вода из прозрачных ручьев, приятная и для питья, и для мытья. Поэтому в ваш монастырь скорее будут стараться попасть посторонние, чем вам самим захочется отправляться из него куда-то вдаль. Правда, как вы знаете, всё это — услады здешней жизни, а не надежда верующих: они преходящи, она же пребывает бесконечно. Но, находясь здесь, мы можем легче направить ввысь наши стремления, которые приведут нас в царствие Христово…— Inst. I, 29. Пер. М. Е. Грабарь-Пассек

## Библиотека Вивария
Согласно В. И. Уколовой, Виварий в первую очередь создавался как просветительский центр и хранилище духовного наследия. Именно в нём сложилась трёхчастная структура монастыря как культурного центра, которая существовала на протяжении всего Средневековья: библиотека, скрипторий, школа. Скрипторий Вивария переписывал рукописи не только для узкого внутреннего употребления — списки книг делались на продажу, и они получили распространение по всей Европе. В собрании Российской национальной библиотеки в Санкт-Петербурге хранится рукопись из виварианского скриптория, описанная О. А. Добиаш-Рождественской. Это латинский кодекс Q. v. I. 6-10 — сборник четырёх писателей III—V веков: Оригена, Фульгенция, Иеронима и Псевдо-Руфина. По мнению О. А. Добиаш-Рождественской, на одной из тетрадей кодекса имеется собственноручная пометка Кассиодора, предписывающая исправить «подозрительный» текст. Оформление кодекса несёт все черты античной книжной культуры — квадратный формат, геометрический орнамент и унциальный почерк. По-видимому, с Виварием связаны также две рукописи Августина Аврелия, первая из которых была переписана ещё в V веке и находилась в библиотеке Кассиодора, а вторая, рукопись «О граде Божием» VI века, по-видимому, была выполнена в Испании. Впрочем, Дж. О’Доннелл был настроен более скептически и признавал связанным с Виварием только сборник богословских произведений.
Предположительно, Кассиодор собирал библиотеку ещё в Риме и Равенне, состоя на государственной службе. Остаётся только строить предположения, было ли это книжное собрание положено в основу Виварианской библиотеки или погибло во время смуты и византийского завоевания. Круг чтения Кассиодора времён Вивария и список доступных ему книг хорошо реконструируется по «Наставлениям»; по-видимому, греческие рукописи были закуплены или скопированы во время пребывания в Константинополе. Возможно, что и переводчики с греческого языка, ассистировавшие Кассиодору, — Муциан, Беллатор, Епифаний — прибыли из Византии. В «Наставлениях» Кассиодор указывал, что в его собрании было 10 шкафов-армариев, в которых в тематическом порядке был расположен 231 кодекс 92 авторов. Естественным было бы предполагать, что состав библиотеки со временем расширялся; кроме того, Кассиодор о многих авторах умалчивал, как и о собственных трудах. Например, ни в одном трактате виварианской поры не упоминаются «Варии».
Преимущественно в библиотеке Вивария была представлена христианская литература, в том числе списки Библии. Среди них Пандект — первая латинская Библия, все книги которой были переплетены под одной обложкой, — Codex Grandior (по преданию, он послужил основой Амиатинского кодекса). Помимо Писания, Кассиодор в своих «Наставлениях» рекомендует авторитетных авторов Западной церкви, в первую очередь — Иоанна Кассиана, Илария из Пуатье, св. Киприана, Амвросия Медиоланского, Иеронима и Августина, которого особенно выделял. Упоминал он и книги, написанные его друзьями, например, сочинение Евгиппия, которое «может служить заменой целой библиотеки» (Inst. I, 23). Особо упоминается Дионисий Малый, «хотя и скиф по рождению, но по своим дарованиям и нравам настоящий римлянин»; Кассиодор некогда обучал его диалектике и восхвалял за отличное знание греческого и латинского языков и тонкость толкований священных текстов. Среди церковных историков Кассиодор на первое место ставил Иосифа Флавия, именуя его «вторым Ливием» (Inst. I, 16), далее рекомендовал читателям Евсевия Кесарийского, Руфина, Сократа, Созомена и Феодорита, Марцеллина Иллирийского, Геннадия из Массилии, Павла Орозия и разнообразных хронистов. Круг авторов, представленных в библиотеке Вивария, однако, намного шире упомянутого Кассиодором. Анализ его сочинений показывает, что ему была доступна практическая вся латиноязычная апологетика, патристика и агиография, а также стандартный набор текстов византийского греческого интеллектуала.
Значительная часть библиотеки Вивария состояла из языческих античных авторов. Здесь представлены собрания сочинений Платона и Аристотеля, Порфирия, Мария Викторина и Боэция. Особо обозначены медики и естествоиспытатели (Гиппократ, Теофраст, Гален, Диоскорид, Цельс, Целий Аврелиан), математики (латинские изложения Пифагора, Евклида и Никомаха из Герасы), греческие и латинские грамматики (в том числе Элий Донат и Присциан), риторы (Квинтилиан, Марк Туллий Цицерон), теоретики музыки (Алипий, Гауденций, Апулей Мадауренский), географ и астроном Клавдий Птолемей. Представлены также эрудиты — Варрон и Плиний Старший, из римских историков — Тит Ливий, Саллюстий и Светоний, сатирик Ювенал. Авторитет всех перечисленных Кассиодор ставил очень высоко и полагал, что их изучение обязательно для получения фундаментального образования.
Можно предположить, что самым прилежным читателем библиотеки Вивария был её владелец. Для Кассиодора характерно активное отношение к духовным богатствам прошлого: он не просто демонстрирует недюжинную эрудицию, но в своих «Наставлениях в науках» даёт резюме казавшегося ему наиболее важным из достижений античного знания. Активное отношение Кассиодора к культурному наследию выразилось в пропаганде и переписывания книг, и их распространения; продукция скриптория Вивария отличалась высоким качеством и тщательной отделкой. При переписывании производились, насколько это возможно, филологические изыскания, сопоставлялись разные списки и варианты текстов. Это дало основание А. Донини охарактеризовать Виварий как «исследовательскую общину». Кассиодор включил интеллектуальный труд как обязательный и уважаемый элемент в формирующуюся средневековую культуру. Бенедиктинский орден унаследовал от Вивария уважение к искусству переписывания книг, именно бенедиктинские монастыри превратились в важнейший центр сохранения книжного знания и школьной образованности в Раннем Средневековье. Показательно, что наиболее древние и авторитетные списки сочинений самого Кассиодора сохранились в библиотеках аббатств Корби, Райхенау и других.

## Упадок обители. Наследие
Дж. О’Доннелл в своём исследовании жизни и деятельности Кассиодора отмечал, что из-за библиографического раздела «Наставлений» легко принять желаемое за действительное и рассматривать деятельность Вивария как нечто однородное и постоянное. Несмотря на то, что ещё в 90-летнем возрасте Кассиодор сохранял творческую активность, содержание его трудов свидетельствует, что образовательный уровень вновь принятых членов Вивария был настолько низок, что после 560-х годов нужно было каким-то образом подвести их к пониманию более сложных текстов. Дж. О’Доннелл утверждал, что написанный в возрасте 92 лет трактат об орфографии показывает картину «нелестную для Кассиодора и его предприятия». По-видимому, он остался единственным хорошо образованным человеком в своей обители; по сути, это было признание провала предприятия, которое занимало более 30 последних лет жизни просветителя. Не существует ни одного текста, написанного насельниками Вивария не под непосредственным наблюдением и не по инициативе самого Кассиодора; никто из его учеников не стал самостоятельной фигурой, память о которой осталась в последующих веках.
О кончине Кассиодора и месте его погребения нет никаких сведений. Так же быстро прекратил своё существование и Виварий. Дж. О’Доннелл в связи с этим писал: «Кассиодор претерпел одну несправедливость от судьбы, возможно, как результат быстрого исчезновения его монастыря: он никогда не достиг почитания как святого». В агиографической традиции Раннего Средневековья существовало почитание мучеников Сенатора и Кассиодора, жизнь которых была приурочена ко II веку; рукопись с упоминанием об этом относится к периоду VIII—XI веков, но сложно судить, имело ли это отношение к Кассиодору Сенатору.
Дж. О’Доннелл утверждал, что реальное воздействие Кассиодора на становление средневековой западной культуры было незначительным; он так и не смог создать действующую монашескую общину, которая бы смогла составить конкуренцию Бенедиктинскому ордену. В отсутствие авторитарной дисциплины интеллектуальная община Кассиодора, поддерживаемая только энтузиазмом её создателя, была обречена. Возможно, что важнейшим вкладом Кассиодора в историю культуры является сохранение в его библиотеке трактата Катона «Об искусстве земледелия».
Судьба библиотеки Вивария и рукописного наследия Кассиодора в точности не известна. Существуют две основные версии: согласно первой, рукописи Вивария были перевезены в Боббио и стали тем ядром, вокруг которого началась работа ирландских книжников св. Колумбана. Согласно второй версии, в Виварии делались копии переписываемых книг, посылаемые в дар Папе, или же после смерти Кассиодора он завещал передать свою библиотеку в Латеранский дворец.

## Археологическая локализация Вивария
В 1930-х годах П. Курсель попытался провести археологическое опознание местоположения Вивария. Его исследование, выполненное на основе раскопок, текстологических свидетельств и топографии, завоевало широкое признание и с 1950-х годов не пересматривалось. Основываясь на описании Вивария в «Наставлениях» и трёх миниатюрах, изображающих монастырь, он пришёл к выводу, что им соответствует Сан-Мартино-ди-Копанелло — развалины маленькой часовни, расположенной в одном из частных владений в Калабрии. Оказалось, что в музее Катандзаро хранятся резные камни, узоры на которых напоминали резьбу библиотеки Агапита в Риме, они были признаны относящимися к Виварию. При полевых исследованиях близ Сан-Мартино были обнаружены три бассейна длиной 10—12 м, шириной 4—5 м, глубиной до 2 м — по-видимому, соединённые каналом с морем; это и были виварии, давшие название поместью и монастырю (лат. vivarium — «пруд»). Судя по размеру обследованных зданий, община Вивария вряд ли превышала 50 человек, а скорее всего, была вдвое меньше. В архиве местной церкви Санта-Мария-ветери-ди-Сквилаче были обнаружены документы XVII века, содержащие предание, что церковь когда-то принадлежала Кассиодору, но в VII веке перешла к православному монашеству, пока не была разорена пиратами. Описание исследований Курселя 1936—1937 годов завершалось обоснованием широкомасштабных археологических раскопок, но их проведению помешала война. Во время строительных работ в Сан-Мартино 1952 года был открыт древний саркофаг, по аналогии с находками в Равенне датированный VI веком. На внешней поверхности саркофага сохранились греческие граффити, указывавшие, что покойный пользовался почитанием местных жителей. Курсель заявил, что это погребение самого Кассиодора, что не было опровергнуто последующими исследованиями. П. Курсель также опубликовал монографию, в которой детально исследовал круг чтения Кассиодора и реконструировал состав библиотеки Вивария.